# LI Corpo de Montanha (Alemanha)
O LI Gebirgs-Armeekorps (em alemão LI Gebirgs-Armeekorps), foi um Corpo de Exército da Alemanha na Segunda Guerra Mundial.

## Comandantes
- General der Gebirgstruppe Valentin Feurstein (25 de agosto de 1943 - 2 de março de 1945)[2]
- General der Artillerie Friedrich-Wilhelm Hauck (2 de março de 1945 - 2 de Maio 1945)

## Chiefs of Staff
- Oberst Hans-Georg Schmidt von Altenstadt (10 de agosto de 1943 - 25 de janeiro de 1944)[2]
- Oberst Karl-Heinrich Graf von Klinckowstroem (25 de janeiro de 1944 - 25 de julho de 1944)
- Oberst Hermann Berlin (25 de Julho de 1944 - 15 Setembro 1944)
- Oberst Georg Gartmayr (15 Setembro 1944 - 3 de abril de 1945)
- Oberstleutnant Gernot Nagel (3 de abril de 1945 - maio de 1945)

## Oficiais de Operações
- Oberstleutnant Wilhelm Schuster (15 de agosto de 1943 - 1 de março de 1944)[2]
- Major Ulf Burchardt (1 de março de 1944 - 10 de novembro de 1944)
- Major Heinz-Hermann Heerdt (10 de novembro de 1944 - Dezembro 1944)
- Major Klaus Düwall (Dezembro 1944 - abril de 1945)

## Área de operações
- Itália (Agosto 1943 - maio de 1945)[2]

## Membros Notáveis
Valentin Feurstein (Generalmajor no Exército Austríaco (Bundesheer) antes da Anschluss)